# Гатино (река)
Гатино (фр. Gatineau) — река на западе провинции Квебек, Канада. Вытекает из озёр севернее водохранилища Баскатонг и впадает в реку Оттава на территории города Гатино, получившему своё название в её честь. Длина реки составляет 386 км.

## Название

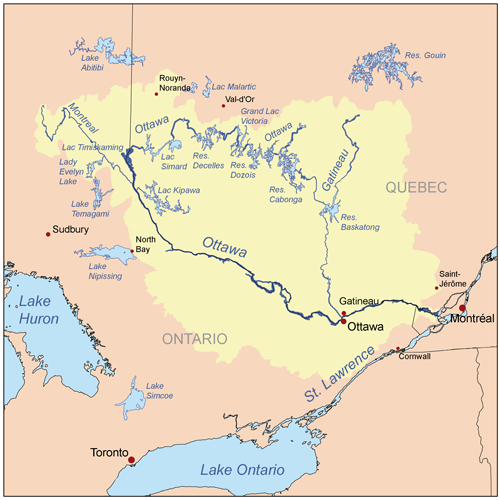
Бассейн реки Оттава

Существует легенда, будто река получила название в честь торговца пушниной Николя Гатино (Гастино), якобы утонувшего в реке в 1683 г. Его сыновья в начале XVIII в. основали факторию в устье реки.
С другой стороны, местные алгонкины-анишинабе утверждают, что название происходит от адаптированной под французское произношение алкгонкинской фразы Te-nagàdino-zìbi, то есть «река, которая прекращает (чьё-либо путешествие)».
Впервые реку упоминает в своём дневнике 4 июня 1613 года Самуэль де Шамплен, однако не приводит её названия.
В 1783 году в докладе губернатору Фредерику Холдиманду лейтенант Дэвид Джонс называет реку «River Lettinoe». Это первое письменное упоминание названия реки.. На картах начала XIX века путешественника и торговца пушниной Жана-Батиста Перро река обозначается как nàgàtinong или àgatinung, что ближе к алгонкинскому термину.
На плане канала Ридо, который составил подполковник Джон Бай в 1831 году, река носит название Gatteno. Наконец, современное название Gatineau приводится на картах Уильяма Хендерсона 1831 году и Томаса Гессиса в 1861 году.
Не исключено, что индейцы переосмыслили имя Гатино на своём языке.

## История
С XIX века и до второй половины XX века река использовалась для сплава брёвен на лесопилки, расположенные у устья реки. Филемон Райт и его потомки сыграли важную роль в развитии лесной промышленности в долине Гатино. Позднее, в связи с сокращением лесов в регионе, место лесной промышленности постепенно стала занимать бумажная.
Река является важным источником гидроэлектроэнергии. В 1925 году в нижнем течении реки Гатино были построены три гидроэлектростанции, что сделало их одним из крупнейших экономических и промышленных проектов в истории региона. Сегодня на реке располагаются гидроэлектростанции Пауган, Челси и Рапид-Фермерс. Станции расположены в муниципалитетах Лоу, Кэнтли и Гатино.
Весной 1974 года на Гатино произошло сильное наводнение.

## Муниципалитеты
На своём пути река проходит через территорию следующих муниципалитетов:
- Маниваки
- Лоу
- Уэйкфилд
- Челси
- Гатино